# Syndromodes unicolor
Syndromodes unicolor là một loài bướm đêm trong họ Geometridae.